# SM UC-23
SM UC-23 – niemiecki podwodny stawiacz min z okresu I wojny światowej, jedna z 64 zbudowanych jednostek typu UC II. Zwodowany 19 lutego 1916 roku w stoczni Blohm & Voss w Hamburgu, został przyjęty do służby w Kaiserliche Marine 28 lipca 1916 roku. Przebazowany na Morze Śródziemne został nominalnie wcielony w skład marynarki Austro-Węgier jako SM U-61, a następnie działał w ramach dywizjonu U-Bootów w Konstantynopolu (a później Półflotylli Konstantynopol). W czasie służby operacyjnej na Morzu Egejskim i Morzu Czarnym okręt odbył 17 patroli i misji bojowych, w wyniku których zatonęło 46 statków o łącznej pojemności 41 841 BRT (w tym duży brytyjski liniowiec pasażerski „Minnewaska” o pojemności 14 317 BRT) i uszkodził żaglowiec o pojemności 35 BRT. Oprócz tego okręt zdobył trzy parowce o łącznej pojemności 1559 BRT. SM UC-23 został przejęty przez Brytyjczyków w Sewastopolu 25 listopada 1918 roku, a następnie przekazany Francji i złomowany w Bizercie w 1921 roku.

## Projekt i budowa
Dokonania pierwszych niemieckich podwodnych stawiaczy min typu UC I, a także zauważone niedostatki tej konstrukcji, skłoniły dowództwo Cesarskiej Marynarki Wojennej z admirałem von Tirpitzem na czele do działań mających na celu budowę nowego, znacznie większego i doskonalszego typu okrętu podwodnego. Opracowany latem 1915 roku projekt okrętu, oznaczonego później jako typ UC II, tworzony był równolegle z projektem przybrzeżnego torpedowego okrętu podwodnego typu UB II. Głównymi zmianami w stosunku do poprzedniej serii były: instalacja wyrzutni torpedowych i działa pokładowego, zwiększenie mocy i niezawodności siłowni oraz wzrost prędkości i zasięgu jednostki – kosztem rezygnacji z możliwości łatwego transportu kolejowego, ze względu na powiększone rozmiary.
SM UC-23 zamówiony został 29 sierpnia 1915 roku jako ósma jednostka z I serii okrętów typu UC II (numer projektu 41, nadany przez Inspektorat U-Bootów), w ramach wojennego programu rozbudowy floty . Został zbudowany w stoczni Blohm & Voss w Hamburgu jako jeden z 24 okrętów tego typu zamówionych w tym zakładzie. Stocznia oszacowała czas budowy okrętu na 8 miesięcy. UC-23 otrzymał numer stoczniowy 273 (Werk 273) . Stępkę okrętu położono w 1915 roku , a zwodowany został 19 lutego 1916 roku. Koszt budowy okrętu wyniósł 1 mln 729 tys. marek.

## Dane taktyczno-techniczne

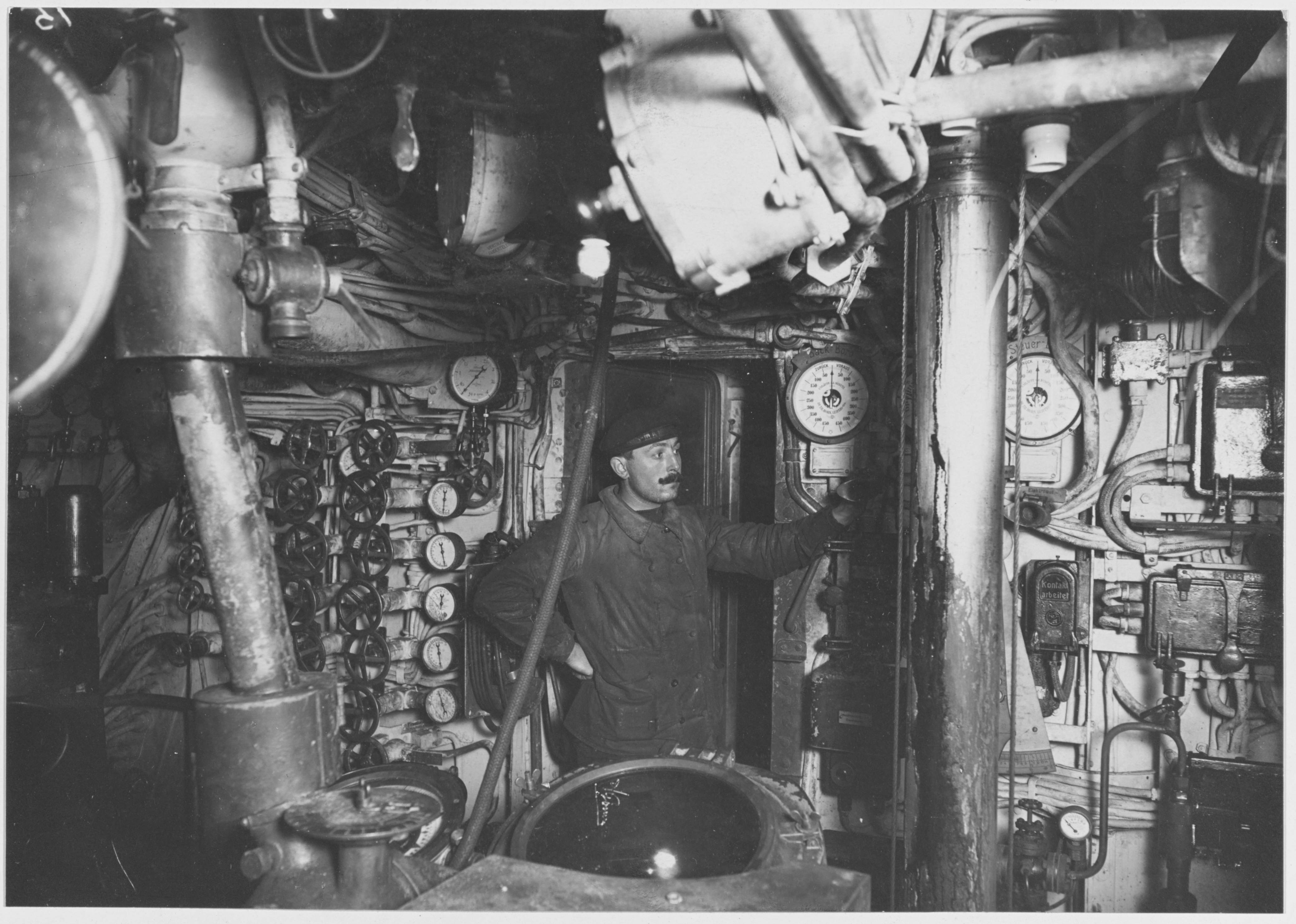
Wnętrze siostrzanego okrętu UC-58

UC-23 był średniej wielkości przybrzeżnym okrętem podwodnym o konstrukcji dwukadłubowej. Długość całkowita wynosiła 49,35 metra, szerokość 5,22 metra i zanurzenie 3,68 metra . Wykonany ze stali kadłub sztywny miał 39,3 metra długości i 3,65 metra szerokości, a wysokość (od stępki do szczytu kiosku) wynosiła 7,46 metra . Wyporność w położeniu nawodnym wynosiła 417 ton, a w zanurzeniu 493 tony. Jednostka miała wysoki, ostry dziób przystosowany do przecinania sieci przeciwpodwodnych; do jej wnętrza prowadziły trzy luki: pierwszy przed kioskiem, drugi w kiosku, a ostatni w części rufowej, prowadzący do maszynowni . Cylindryczny kiosk miał średnicę 1,4 metra i wysokość 1,8 metra, obudowany był opływową osłoną .
Okręt napędzany był na powierzchni przez dwa 6-cylindrowe, czterosuwowe silniki wysokoprężne MAN S6V23/34 o łącznej mocy 368 kW (500 KM), a pod wodą poruszał się dzięki dwóm silnikom elektrycznym BBC o łącznej mocy 340 kW (460 KM). Dwa wały napędowe obracały dwie śruby wykonane z brązu manganowego (o średnicy 1,9 metra i skoku 0,9 metra) . Okręt osiągał prędkość 11,6 węzła na powierzchni i 7 węzłów w zanurzeniu. Zasięg wynosił 9430 Mm przy prędkości 7 węzłów w położeniu nawodnym oraz 55 Mm przy prędkości 4 węzłów pod wodą. Zbiorniki mieściły 56 ton paliwa , a energia elektryczna magazynowana była w dwóch bateriach akumulatorów 26 MAS po 62 ogniwa, zlokalizowanych pod przednim i tylnym przedziałem mieszkalnym załogi. Okręt miał siedem zewnętrznych zbiorników balastowych . Dopuszczalna głębokość zanurzenia wynosiła 50 metrów , a czas wykonania manewru zanurzenia 40 sekund.
Głównym uzbrojeniem okrętu było 18 min kotwicznych typu UC/200 w sześciu skośnych szybach minowych o średnicy 100 cm, usytuowanych w podwyższonej części dziobowej jeden za drugim w osi symetrii okrętu, pod kątem do tyłu (sposób stawiania – „pod siebie”). Układ ten powodował, że miny trzeba było stawiać na zaplanowanej przed rejsem głębokości, gdyż na morzu nie było do nich dostępu; umożliwiało to jednak stawianie min w zanurzeniu, co znacznie zwiększało ich skuteczność – zwłaszcza na wodach opanowanych przez przeciwnika do działań, na których były przewidziane. Wyposażenie uzupełniały dwie zewnętrzne wyrzutnie torped kalibru 500 mm (umiejscowione powyżej linii wodnej na dziobie, po obu stronach szybów minowych), jedna wewnętrzna wyrzutnia torped kal. 500 mm na rufie (z łącznym zapasem 7 torped) oraz umieszczone przed kioskiem działo pokładowe kal. 88 mm L/30, z zapasem amunicji wynoszącym 130 naboi . Okręt wyposażony był w dwa peryskopy Zeissa: wachtowy i bojowy oraz radiostację z podnoszonym masztem o wysokości 10 metrów. Wyposażenie uzupełniała kotwica grzybkowa o masie 272 kg .
Załoga okrętu składała się z trzech oficerów oraz 23 podoficerów i marynarzy.

## Służba

### 1916 rok
SM UC-23 został wcielony do służby w Cesarskiej Marynarce Wojennej 28 lipca 1916 roku. Dowódcą jednostki mianowany został por. mar. (niem. Oberleutnant zur See) Johannes Kirchner, wcześniej dowodzący innym podwodnym stawiaczem min – SM UC-13 . Po okresie szkolenia, 23 września okręt opuścił Helgoland, udając się na Morze Śródziemne. Po przebyciu Cieśniny Gibraltarskiej UC-23 dotarł 13 października do Cattaro. Okręt nominalnie wcielono do K.u.K. Kriegsmarine pod nazwą U-61; jednostka pływała pod banderą austro-węgierską do 20 listopada. Następnie okręt skierowano do Konstantynopola, gdzie dopłynął 6 grudnia i został włączony w skład tamtejszego dywizjonu U-Bootów . Podczas rejsu okręt postawił nieopodal Sudy na Krecie dwie zagrody minowe, a następnie trzecią koło wyspy Melos; na jednej z nich 29 listopada zatonął zbudowany w 1909 roku duży uzbrojony brytyjski liniowiec pasażerski „Minnewaska” o pojemności 14 317 BRT, przewożący żołnierzy z Aleksandrii na Maltę)  . 31 grudnia drugą ofiarą postawionych min został zbudowany w 1908 roku francuski uzbrojony trawler „Venus” o pojemności 281 BRT, który zatonął nieopodal wyspy Melos ze stratą dziewięciu członków załogi . Po przybyciu do Konstantynopola okręt na dwa miesiące trafił do stoczni na remont.

### 1917 rok
Z dniem 1 lutego 1917 roku, rozkazem szefa sztabu admiralicji niemieckiej z 12 stycznia tego roku, U-Booty należące do czterech flotylli Hochseeflotte, Flotylli Flandria i Flotylli Pola rozpoczęły nieograniczoną wojnę podwodną.
W dniach 18–24 lutego UC-23 udał się na Morze Egejskie, stawiając zagrodę minową składającą się z 18 min. 21 lutego nieopodal Mudros na postawioną przez U-Boota minę wszedł zbudowany w 1905 roku brytyjski okręt łącznikowy HMS „Princess Alberta” (1586 BRT), płynący ze Stavros do Mudros . Jednostka zatonęła na pozycji 39°47′N 25°06′E/39,783333 25,100000, a na jej pokładzie śmierć poniosło 33 marynarzy . W dniach 3–21 U-Boot odbył kolejny rejs na wody Morza Egejskiego, stawiając zagrodę minową pod Salonikami. 10 czerwca nieopodal Eubei okręt zatopił grecki żaglowiec „Kleopatra” o pojemności 160 BRT . Trzy dni później na zachód od Ikarii ten sam los spotkał grecki żaglowiec „Aghios Nicolaos” (120 BRT) . 14 czerwca w odległości 8 Mm na południowy wschód od wyspy Serifos UC-23 storpedował bez ostrzeżenia i zatopił zbudowany w 1913 roku uzbrojony brytyjski parowiec „New Zealand Transport” o pojemności 4481 BRT, przewożący węgiel z Port Talbot do Mudros (na pokładzie jednostki śmierć poniosły trzy osoby)  . 18 czerwca okręt podwodny zatopił dwie greckie jednostki: mały żaglowiec „Pannomitis” (11 BRT)  i zbudowany w 1873 roku parowiec „Xifias” (483 BRT), przewożący pasażerów i wino z Krety do Salonik, zatrzymany i zatopiony nieopodal Mykonos . Nazajutrz U-Boot zatopił w północnej części Morza Egejskiego trzy greckie żaglowce: „Jakobus” (304 BRT), „Maria” (35 BRT) i „Raxiarchos” (30 BRT) . 23 czerwca UC-23 wyszedł z Bosforu w celu zabezpieczenia powrotu krążownika „Midilli”, nie nawiązując kontaktu bojowego z ostrzeliwującym osmański okręt rosyjskim drednotem „Swobodnaja Rossija”.
5 lipca nowym dowódcą UC-23 został kpt. mar. (niem. Kapitänleutnant) Freiherr Volkhard von Bothmer . W lipcu i sierpniu okręt postawił cztery zagrody liczące łącznie 36 min. 2 sierpnia na wodach między Mudros a Saros na postawionej przez UC-23 minie zatonął zbudowany w 1912 roku brytyjski okręt łącznikowy HMS „Ermine” (1777 BRT), a na jego pokładzie zginęły 24 osoby . 6 września na postawioną przez U-Boota w Zatoce Orfańskiej minę wszedł zbudowany w 1914 roku brytyjski uzbrojony trawler HMT „Helgian” (220 BRT). Jednostka zatonęła ze stratą 10 członków załogi (dwie osoby zostały uratowane) . Następnego dnia na tych samych wodach jego los podzielił kolejny brytyjski uzbrojony trawler HMT „By George” (225 BRT). Zbudowana w 1914 roku jednostka zatonęła na postawionej 11 lipca minie na pozycji 40°38′N 23°54′E/40,633333 23,900000, a na jej pokładzie śmierć poniosło dwóch marynarzy . 21 września ofiarami okrętu podwodnego zostały dwa żaglowce: włoski „Santo Nicola” (159 BRT) i grecki „Nicolaos” (104 BRT) .
15 grudnia dowództwo okrętu objął por. mar. Hans Georg Lübbe .

### 1918 rok
Na początku 1918 roku niemieckie siły podwodne na Morzu Śródziemnym przeszły reorganizację: dywizjon U-Bootów w Konstantynopolu przekształcono w Półflotyllę Konstantynopol. W styczniu U-Boot uczestniczył w zabezpieczeniu rajdu osmańskiej floty na wyspę Imbros, stawiając miny u wejścia do zatoki Mudros, na przewidywanej trasie ruchu brytyjskich okrętów. 19 stycznia nieopodal wyspy Skiros UC-23 storpedował bez ostrzeżenia i zatopił zbudowany w 1893 roku uzbrojony brytyjski zbiornikowiec „Trocas” o pojemności 4129 BRT, przewożący ropę naftową z Abadanu do Salonik (na pokładzie jednostki śmierć poniosły 24 osoby)  . 22 stycznia na wschód od Andros (na pozycji 38°02′N 25°20′E/38,033333 25,333333) okręt zatrzymał i zatopił grecki żaglowiec „Evangelistria” (21 BRT), płynący z Chios na Tinos z ładunkiem mydła . Nazajutrz na północ od Andros UC-23 storpedował bez ostrzeżenia i zatopił zbudowany w 1900 roku uzbrojony brytyjski parowiec „Birkhall” o pojemności 4541 BRT, przewożący towary rządowe z Salonik do Aleksandrii (w wyniku ataku śmierć poniosły dwie osoby, w tym kapitan)  . 24 stycznia w pobliżu Skiros U-Boot zatopił dwa małe greckie żaglowce: „Aghia Arene” o pojemności 16 BRT (na pozycji 39°09′N 25°17′E/39,150000 25,283333) oraz „Aghios Johannes” o pojemności 14 BRT (na pozycji 39°09′N 25°18′E/39,150000 25,300000)  .
20 lutego UC-23 zatopił na Morzu Egejskim trzy greckie żaglowce: „Hagios Nicolaos” (18 BRT), „Maria Archis” (13 BRT) i „Taxi Arches” (3 BRT) . Kilka dni później ich los podzieliły kolejne dwa greckie żaglowce: 23 lutego „Aspasia” (105 BRT), a 28 lutego „Hagios Triast” (22 BRT)  . W dniach 16–24 marca jednostka przeprowadziła patrol u wybrzeży Krymu. 26 marca U-Boot ponownie wyszedł z Bosforu, dopływając 28 marca do Konstancy, skąd po dwudniowym postoju w eskorcie osmańskiego niszczyciela „Numûne-i Hamiyet” udał się do Odessy. 11 kwietnia w pobliżu Eupatorii załoga okrętu zdobyła zbudowany w 1891 roku rosyjski parowiec „Trud” o pojemności 610 BRT, służący jako pomocniczy trałowiec T-342, który został odesłany do Odessy . Trzy dni później na południowy wschód od Krymu U-Boot zdobył dwa rosyjskie parowce: zbudowany w 1890 roku „Kazak” o pojemności 622 BRT, służący jako transportowiec Nr 35 (na pozycji 44°20′N 34°48′E/44,333333 34,800000)  oraz pochodzący z 1880 roku „Olga” o pojemności 327 BRT, służący jako pomocniczy trałowiec T-351 (na pozycji 44°35′N 34°20′E/44,583333 34,333333) . Za pomocą ładunku wybuchowego załoga UC-23 zatopiła też holowaną przez jeden z rosyjskich statków niezidentyfikowaną z nazwy barkę. 15 kwietnia na południe od Sewastopola UC-23 zatopił ogniem artyleryjskim zbudowany w 1867 roku rosyjski parowiec „Rostow” o pojemności 1280 BRT, służący jako transportowiec Nr 57 (na pozycji 44°35′N 34°20′E/44,583333 34,333333) . 2 maja okręt doznał uszkodzeń podczas wyjścia z Bosforu w rejs do Sewastopola, w wyniku czego musiał powrócić do Konstantynopola na naprawę. Od 13 maja do 1 czerwca jednostka patrolowała podejście do Noworosyjska, gdzie stacjonowały główne siły Floty Czarnomorskiej.
We wrześniu okręt był remontowany w Konstantynopolu. 3 października na Morzu Egejskim U-Boot zaatakował dwa greckie żaglowce: zatopiony został „Blasios” (181 BRT), a „Evangelistria” (35 BRT) doznała uszkodzeń . Dwa dni później ofiarami wojennej działalności okrętu padły w Zatoce Salonickiej cztery jednostki: zbudowany w 1881 roku hiszpański parowiec „Maria” o pojemności 2159 BRT (na pozycji 39°58′N 23°07′E/39,966667 23,116667), płynący z Barcelony do Grecji (nikt nie zginął) ; pochodzący z 1906 roku uzbrojony brytyjski parowiec „Reventazon” (4050 BRT), płynący pod balastem z Salonik do Port Saidu, storpedowany bez ostrzeżenia (w wyniku ataku zginęło 15 członków załogi wraz z kapitanem statku)   oraz dwa greckie żaglowce – „Hagios Marcos” (45 BRT) i „Marigo” (48 BRT)  . 13 października do listy osiągnięć bojowych załoga U-Boota dopisała dziewięć greckich żaglowców, zatopionych w Zatoce Salonickiej: „Aghion Spiridon” (21 BRT), „Aghios Georgios” (130 BRT), „Biolleta” (99 BRT), „Evangelistria” (41 BRT), „Evangelistrios” (121 BRT), „Glaros” (43 BRT), „Iphigenia” (75 BRT), „Panaghia” (26 BRT) i „Urania” (23 BRT) . Dwa dni później na tych samych wodach okręt zatopił kolejne trzy greckie żaglowce: „Evangelistria” (24 BRT), „Georgios” (29 BRT) i „Maria” (43 BRT) .
Po podpisaniu przez Turcję rozejmu w Mudros, 2 listopada okręt opuścił Konstantynopol i udał się do będącego w rękach niemieckich Sewastopola, gdzie doczekał zakończenia działań wojennych. 12 listopada UC-23 wraz z innymi niemieckimi okrętami podwodnymi (UB-14, UB-42 i UC-37) został przekazany Ukrainie (pieczę nad okrętami objął ówczesny naczelny dowódca Floty Czarnomorskiej kontradm. Wacław Kłoczkowski). 25 listopada 1918 roku UC-23 został przejęty przez Brytyjczyków, a następnie w wyniku podziału floty niemieckiej trafił w ręce francuskie . Złomowano go w Bizercie w sierpniu 1921 roku .

## Podsumowanie działalności bojowej
SM UC-23 wykonał łącznie 17 misji wojennych, podczas których zatopił 46 statków o łącznej pojemności 41 841 BRT i uszkodził żaglowiec o pojemności 35 BRT. Oprócz tego okręt zdobył trzy parowce o łącznej pojemności 1559 BRT . Na pokładach zatopionych i uszkodzonych jednostek zginęło co najmniej 120 osób, w tym 33 na brytyjskim okręcie łącznikowym HMS „Princess Alberta”  . Pełne zestawienie strat przedstawia poniższa tabela :
| Data                 | Nazwa                   | Państwo                  | Tonaż       | Los jednostki |
| -------------------- | ----------------------- | ------------------------ | ----------- | ------------- |
| 29 listopada 1916    | „Minnewaska”            | Wielka Brytania          | 14 317      | zatopiony     |
| 31 grudnia 1916      | „Venus”                 | Marine nationale         | 281         | zatopiony     |
| 21 lutego 1917       | HMS „Princess Alberta”  | Royal Navy               | 1586        | zatopiony     |
| 10 czerwca 1917      | „Kleopatra”             | Królestwo Grecji         | 160         | zatopiony     |
| 13 czerwca 1917      | „Aghios Nicolaos”       | Królestwo Grecji         | 120         | zatopiony     |
| 14 czerwca 1917      | „New Zealand Transport” | Wielka Brytania          | 4481        | zatopiony     |
| 18 czerwca 1917      | „Pannomitis”            | Królestwo Grecji         | 11          | zatopiony     |
| 18 czerwca 1917      | „Xifias”                | Królestwo Grecji         | 483         | zatopiony     |
| 19 czerwca 1917      | „Jakobus”               | Królestwo Grecji         | 304         | zatopiony     |
| 19 czerwca 1917      | „Maria”                 | Królestwo Grecji         | 35          | zatopiony     |
| 19 czerwca 1917      | „Raxiarchos”            | Królestwo Grecji         | 30          | zatopiony     |
| 2 sierpnia 1917      | HMS „Ermine”            | Royal Navy               | 1777        | zatopiony     |
| 6 września 1917      | HMT „Helgian”           | Royal Navy               | 220         | zatopiony     |
| 7 września 1917      | HMT „By George”         | Royal Navy               | 225         | zatopiony     |
| 21 września 1917     | „Santo Nicola”          | Włochy                   | 159         | zatopiony     |
| 21 września 1917     | „Spiridon”              | Królestwo Grecji         | 128         | zatopiony     |
| 23 września 1917     | „Nicolaos”              | Królestwo Grecji         | 104         | zatopiony     |
| 19 stycznia 1918     | „Trocas”                | Wielka Brytania          | 4129        | zatopiony     |
| 22 stycznia 1918     | „Evangelistria”         | Królestwo Grecji         | 21          | zatopiony     |
| 23 stycznia 1918     | „Birkhall”              | Wielka Brytania          | 4541        | zatopiony     |
| 24 stycznia 1918     | „Aghia Arene”           | Królestwo Grecji         | 16          | zatopiony     |
| 24 stycznia 1918     | „Aghios Johannes”       | Królestwo Grecji         | 14          | zatopiony     |
| 20 lutego 1918       | „Hagios Nicolaos”       | Królestwo Grecji         | 18          | zatopiony     |
| 20 lutego 1918       | „Maria Archis”          | Królestwo Grecji         | 13          | zatopiony     |
| 20 lutego 1918       | „Taxi Arches”           | Królestwo Grecji         | 3           | zatopiony     |
| 23 lutego 1918       | „Aspasia”               | Królestwo Grecji         | 105         | zatopiony     |
| 28 lutego 1918       | „Hagios Triast”         | Królestwo Grecji         | 22          | zatopiony     |
| 11 kwietnia 1918     | „Trud”                  | Rosyjska Imperatorska MW | 610         | zdobyty       |
| 14 kwietnia 1918     | nieznana                | Imperium Rosyjskie       | 100         | zatopiony     |
| 14 kwietnia 1918     | „Kazak”                 | Rosyjska Imperatorska MW | 622         | zdobyty       |
| 14 kwietnia 1918     | „Olga”                  | Rosyjska Imperatorska MW | 327         | zdobyty       |
| 15 kwietnia 1918     | „Rostow”                | Rosyjska Imperatorska MW | 1280        | zatopiony     |
| 3 października 1918  | „Blasios”               | Królestwo Grecji         | 181         | zatopiony     |
| 3 października 1918  | „Evangelistria”         | Królestwo Grecji         | 35          | uszkodzony    |
| 5 października 1918  | „Hagios Marcos”         | Królestwo Grecji         | 45          | zatopiony     |
| 5 października 1918  | „Maria”                 | Hiszpania                | 2159        | zatopiony     |
| 5 października 1918  | „Marigo”                | Królestwo Grecji         | 48          | zatopiony     |
| 5 października 1918  | „Reventazon”            | Wielka Brytania          | 4050        | zatopiony     |
| 13 października 1918 | „Aghion Spiridon”       | Królestwo Grecji         | 21          | zatopiony     |
| 13 października 1918 | „Aghios Georgios”       | Królestwo Grecji         | 130         | zatopiony     |
| 13 października 1918 | „Biolleta”              | Królestwo Grecji         | 99          | zatopiony     |
| 13 października 1918 | „Evangelistria”         | Królestwo Grecji         | 41          | zatopiony     |
| 13 października 1918 | „Evangelistrios”        | Królestwo Grecji         | 121         | zatopiony     |
| 13 października 1918 | „Glaros”                | Królestwo Grecji         | 43          | zatopiony     |
| 13 października 1918 | „Iphigenia”             | Królestwo Grecji         | 75          | zatopiony     |
| 13 października 1918 | „Panaghia”              | Królestwo Grecji         | 26          | zatopiony     |
| 13 października 1918 | „Urania”                | Królestwo Grecji         | 23          | zatopiony     |
| 15 października 1918 | „Evangelistria”         | Królestwo Grecji         | 24          | zatopiony     |
| 15 października 1918 | „Georgios”              | Królestwo Grecji         | 29          | zatopiony     |
| 15 października 1918 | „Maria”                 | Królestwo Grecji         | 43          | zatopiony     |
| RAZEM                | RAZEM                   | zatopione:               | zatopione:  | 46            |
| RAZEM                | RAZEM                   | zdobyte:                 | zdobyte:    | 3             |
| RAZEM                | RAZEM                   | uszkodzone:              | uszkodzone: | 1             |